# Real Santuario del Santísimo Cristo de La Laguna

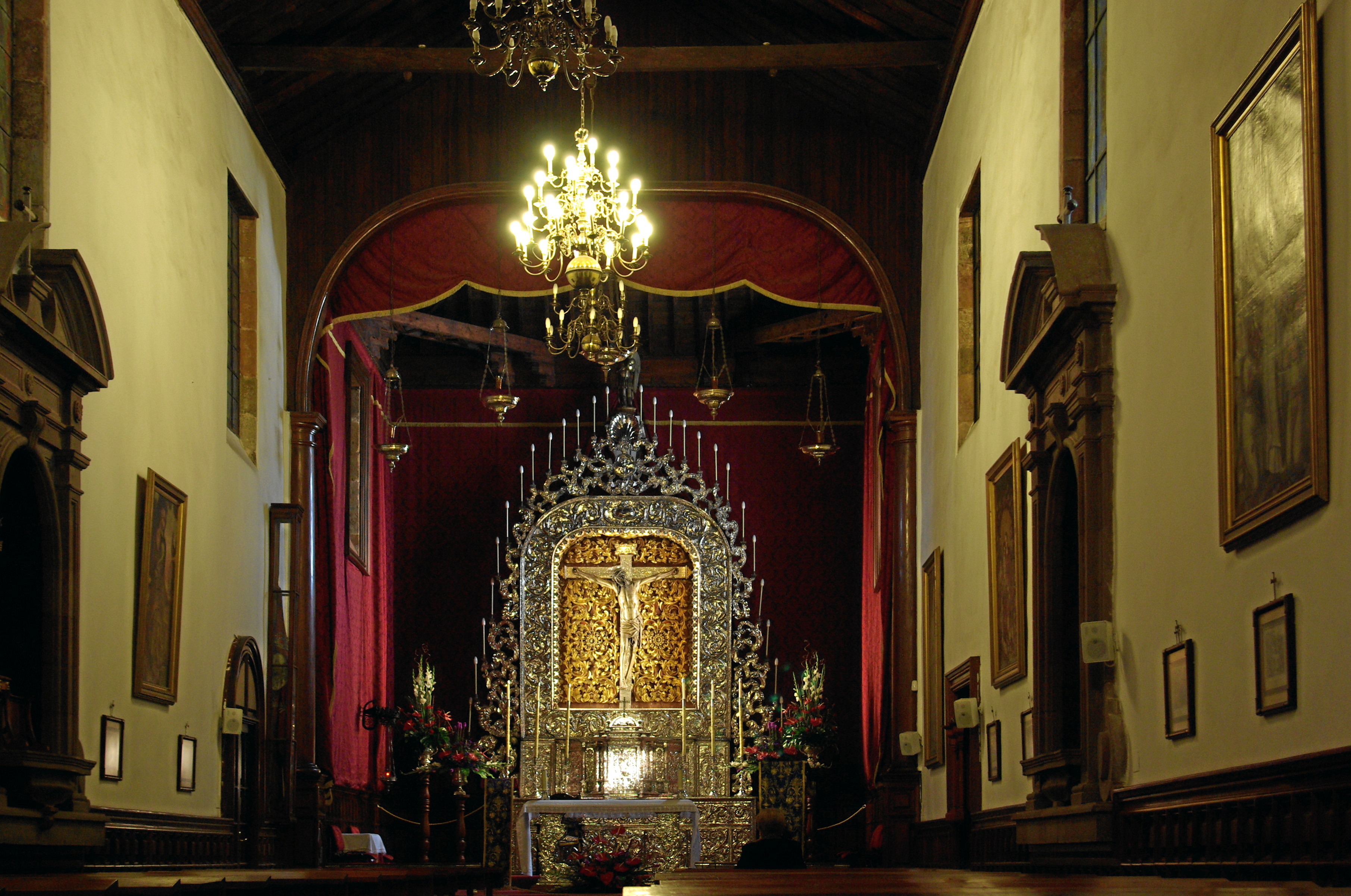
Interior del santuari, amb la imatge del Crist en l'altar major

El Real Santuario del Santísimo Cristo de La Laguna és una església que es troba a la ciutat de San Cristóbal de La Laguna a l'illa de Tenerife (Illes Canàries, Espanya). És un dels temples espirituals més importants de l'arxipèlag canari, això és perquè en el seu interior es venera la imatge del Santíssim Cristo de La Laguna que és una de les imatges més venerades de Canàries.

## Història
El santuari és el convent de San Miguel de las Victorias pertanyent a l'orde franciscà, va començar a construir per ordre de l'Avançat Alonso Fernández de Lugo, al febrer o març de 1506, sent acabat en 1580. La nit del 28 de juliol de 1810, l'immoble va patir un greu incendi pel que va haver de ser reconstruït en gran part.
El 19 de desembre de 1906, el rei Alfons XIII, va realitzar una visita al santuari acompanyat dels Infants; Doña Maria Teresa de Borbó i Don Ferran de Baviera. En aquesta visita li va atorgar al santuari el títol de «Reial Santuari», sent per tant un dels primers santuaris de Canàries a tenir aquest títol. El dia 22 de novembre de 2006 va ser visitat pels actuals reis d'Espanya, Don Joan Carles I de Borbó i la seva muller Sofia de Grècia.
El Reial Santuari al llarg de la seva història va ser enriquit pels papes amb les indulgències que li estan concedides a la basílica de Sant Joan del Laterà a Roma. La imatge del Crist de La Laguna es troba en l'altar major en un retaule recobert en or i plata, en els retaules laterals també es troben imatges d'altres sants.